# Замосьце (Паєнчанський повіт)
Замосьце (пол. Zamoście) — село в Польщі, у гміні Стшельці-Великі Паєнчанського повіту Лодзинського воєводства.
Населення — 235 осіб (2011).
У 1975-1998 роках село належало до Ченстоховського воєводства.

## Демографія
Демографічна структура станом на 31 березня 2011 року:
|          | Загалом | Допрацездатний вік | Працездатний вік | Постпрацездатний вік |
| -------- | ------- | ------------------ | ---------------- | -------------------- |
| Чоловіки | 127     | 18                 | 96               | 13                   |
| Жінки    | 108     | 18                 | 53               | 37                   |
| Разом    | 235     | 36                 | 149              | 50                   |